# Sleepy Eye
Sleepy Eye è un comune degli Stati Uniti, situato nella Contea di Brown in Minnesota.

## Infrastrutture e trasporti
Il comune era servito dalla ferrovia Tracy Subdivision.

## Altri progetti

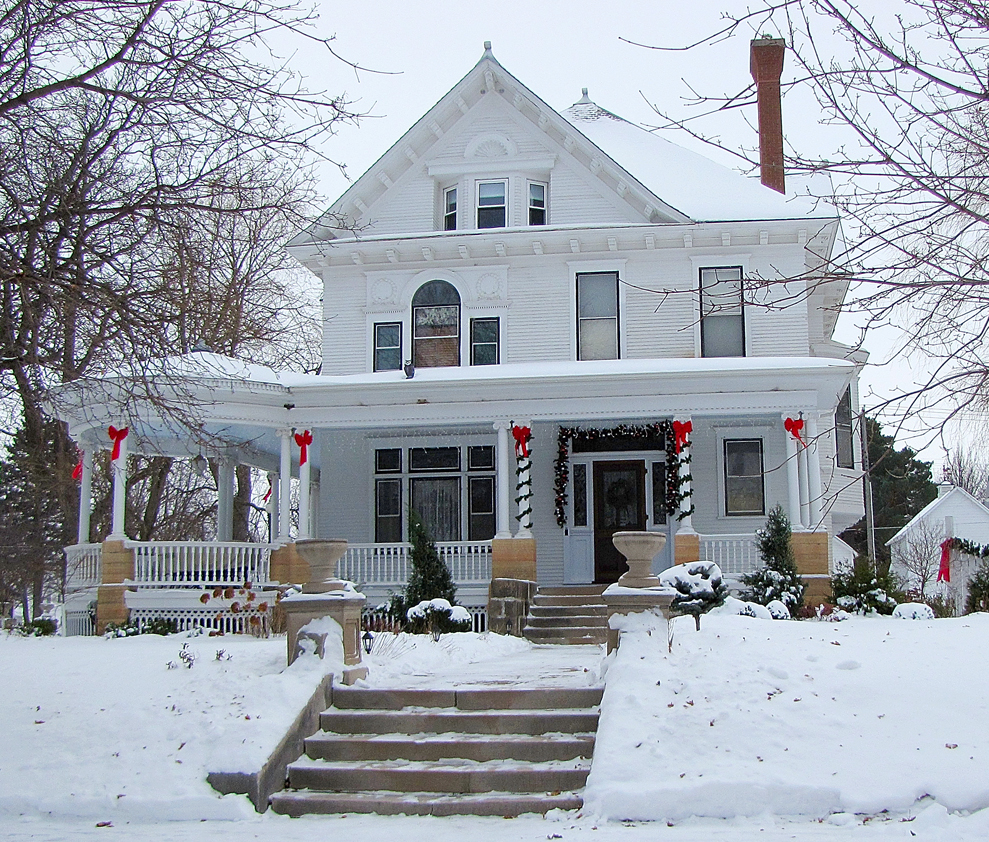